# HD162759
HD162759 — хімічно пекулярна зоря спектрального класу
A0 й має видиму зоряну величину в смузі V приблизно 10,7.

## Пекулярний хімічний склад
Зоряна атмосфера HD162759 має підвищений вміст 
Si
.